# 里德里希
里德里希是德国巴登-符腾堡州的一个市镇。总面积4.64平方公里，总人口4252人，其中男性2109人，女性2143人（2011年12月31日），人口密度916人/平方公里。